# Anticoreura subtilis
Anticoreura subtilis är en fjärilsart som beskrevs av Felder 1874. Anticoreura subtilis ingår i släktet Anticoreura och familjen tandspinnare. Inga underarter finns listade i Catalogue of Life.